# ديركو لوبيز
ديركو لوبيز (بالبرتغالية: Dirceu Lopes Mendes‏) هو لاعب كرة قدم برازيلي في مركز الوسط، ولد في 3 سبتمبر 1946 في Pedro Leopoldo ‏ في البرازيل. شارك مع منتخب البرازيل لكرة القدم. أما مع النوادي، فقد لعب مع نادي فلومينينسي ونادي كروزيرو.

## وصلات خارجية
- ديركو لوبيز على موقع ناشيونال فوتبول تيمز (الإنجليزية)